# Aiguebelle
Aiguebelle este o comună în departamentul Savoie din sud-estul Franței. În 2009 avea o populație de 1.166 de locuitori.

## Evoluția populației
| An        | 1975  | 1982  | 1990 | 1999 | 2006  | 2009  |
| --------- | ----- | ----- | ---- | ---- | ----- | ----- |
| Populație | 1.064 | 1.044 | 848  | 901  | 1.058 | 1.166 |